# Ten Sleep
Ten Sleep is een plaats (town) in de Amerikaanse staat Wyoming, en valt bestuurlijk gezien onder Washakie County.

## Demografie
Bij de volkstelling in 2000 werd het aantal inwoners vastgesteld op 304. In 2006 is het aantal inwoners door het United States Census Bureau geschat op 311, een stijging van 7 (2,3%).

## Geografie
Volgens het United States Census Bureau beslaat de plaats een oppervlakte van 0,4 km², geheel bestaande uit land. Ten Sleep ligt op ongeveer 1349 m boven zeeniveau.

## Geschiedenis
De naam Ten Sleep (tienmaal slapen) verwijst naar het feit dat indianen deze plek gebruikten als overnachtingsplaats. Ze lag op tien nachten slapen van Fort Laramie, Yellowstone National Park en een indianenagentschap in de staat Montana.

## Afbeeldingen

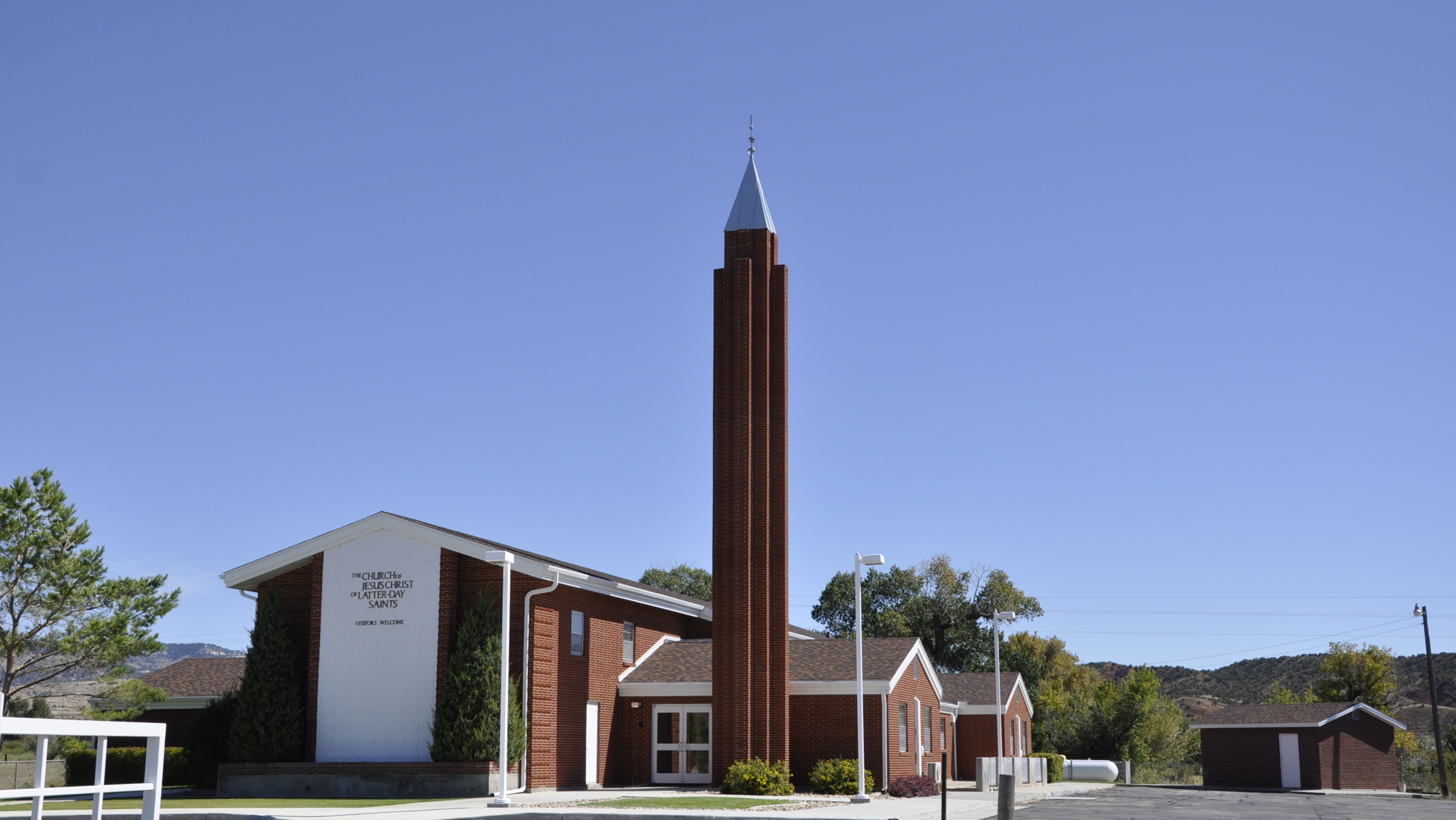
Mormonenkerk in Ten Sleep
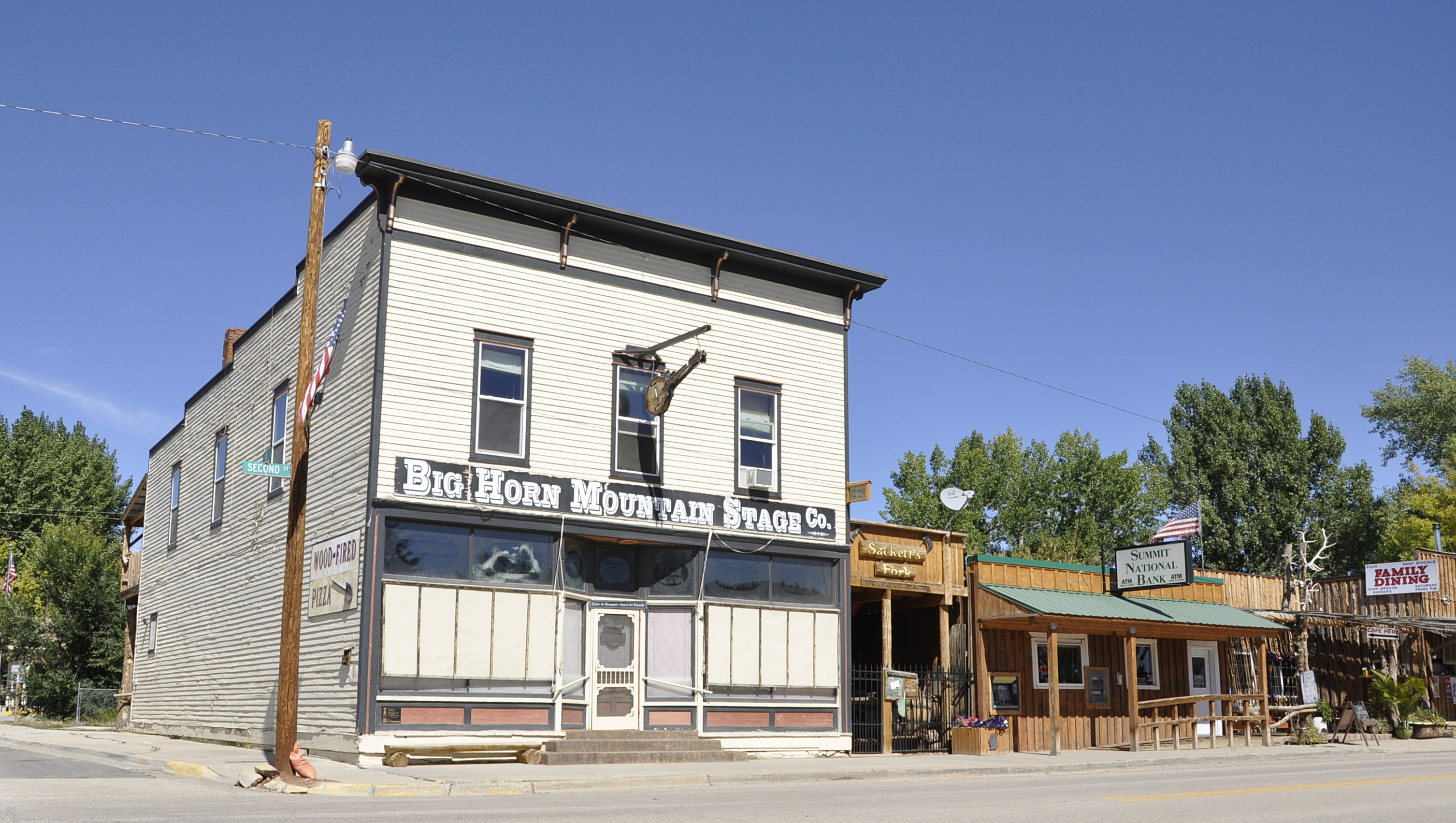
Ten Sleep
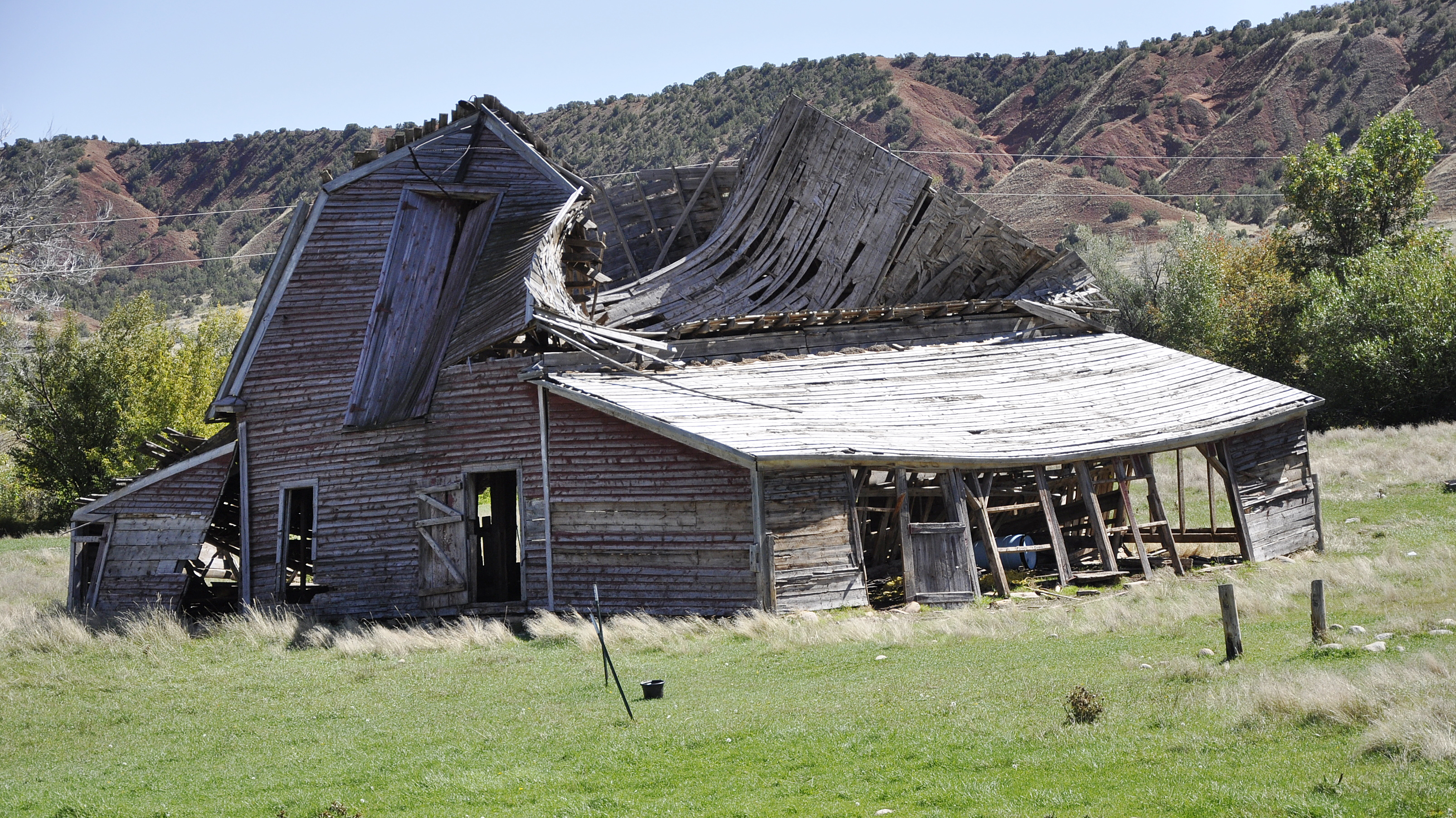
Ten Sleep
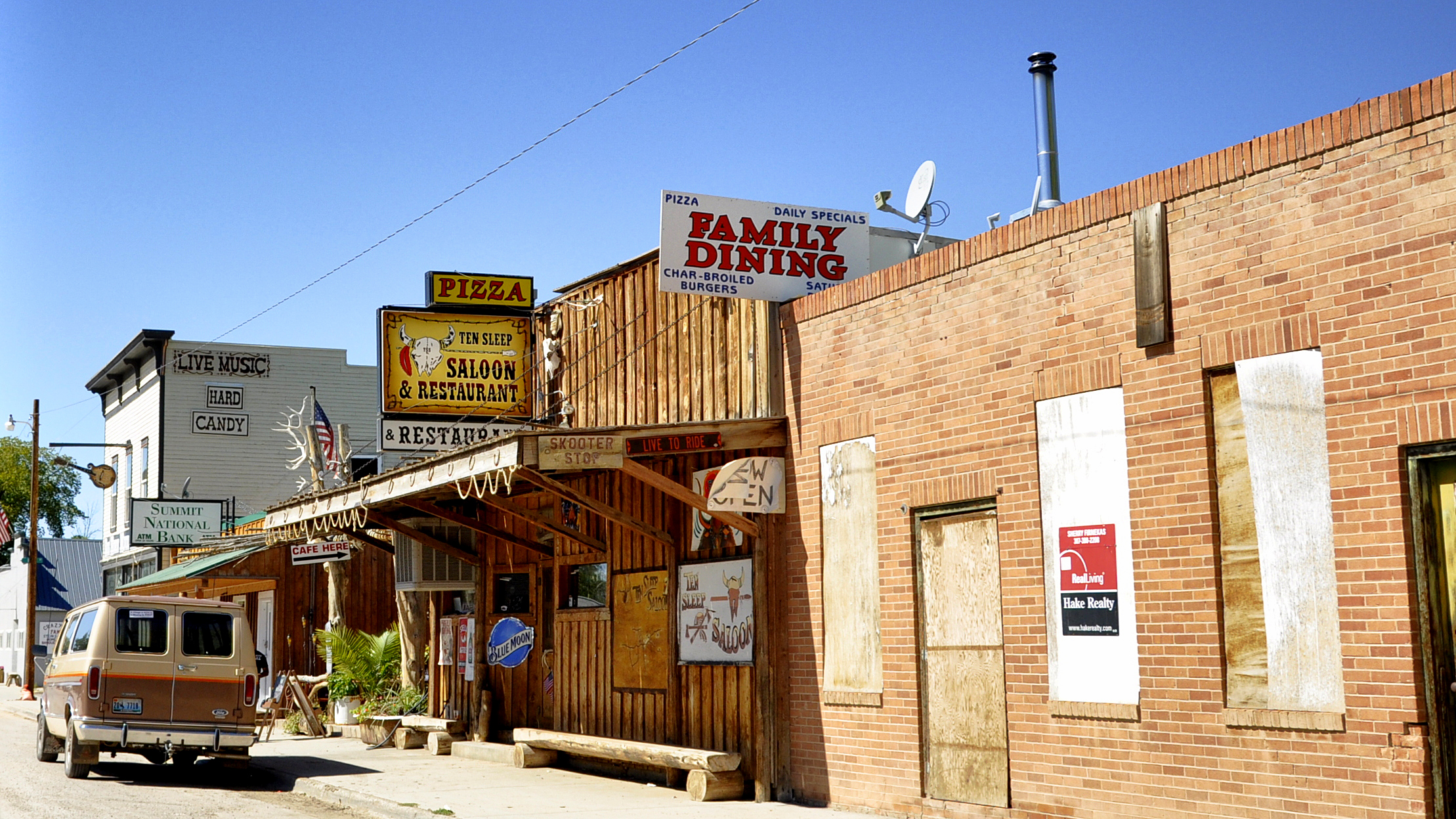
Ten Sleep
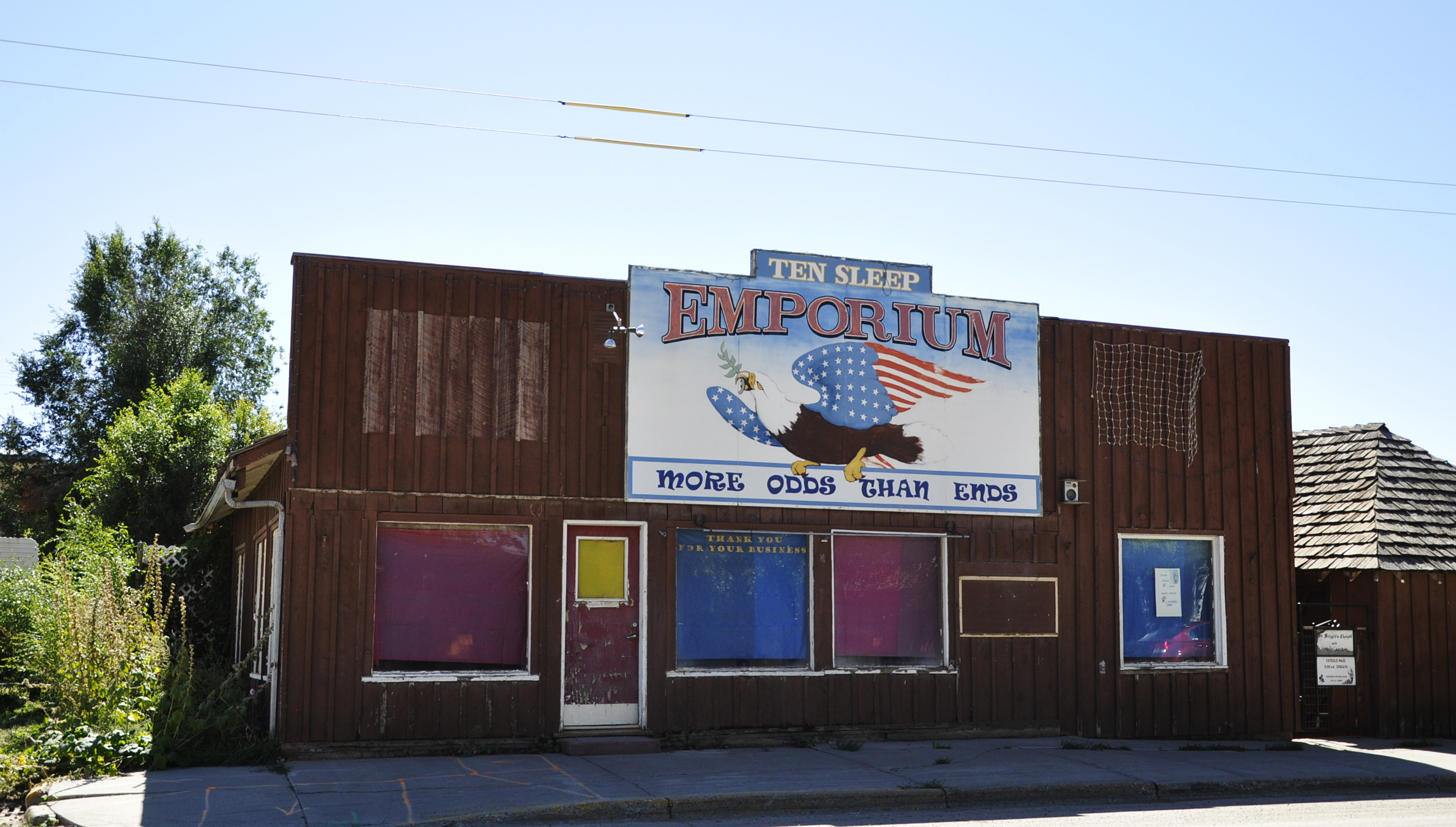
Ten Sleep

## Plaatsen in de nabije omgeving
De onderstaande figuur toont nabijgelegen plaatsen in een straal van 68 km rond Ten Sleep.